# Filth in the beauty
「Filth in the beauty」（フィルス・イン・ザ・ビューティー）は、the GazettEの楽曲。流鬼が作詞、the GazettEが作曲を手掛けた。the GazettEの10枚目のシングルとして2006年11月1日にキングレコードから発売された。

## 解説
2週連続シングルリリースの2枚目。着うたダウンロードサイト、「dwango.jp」タイアップソング。初回特典は「Filth in the beauty」PV付属。

## 収録曲
1. Filth in the beauty 
（作詞:流鬼/作曲:the GazettE）
RUKI原曲。
2. Rich Excrement 
（作詞:流鬼/作曲:the GazettE）
RUKI原曲。
3. Crucify Sorrow 
（作詞:流鬼/作曲:the GazettE）
麗原曲。
「Filth in the beauty-Auditory Impression-」のみに収録。